# 君津共同火力
君津共同火力株式会社（きみつきょうどうかりょく、英: Kimitsu Cooperative Thermal Power Company, Inc.)）は、千葉県君津市に本社を置く発電事業者。

## 概要
東京電力と八幡製鐵（現：日本製鉄）の折半出資により設立された。千葉県君津市の日本製鉄君津製鉄所内に、主として製鉄工程で生じる副生ガス（高炉ガス・コークス炉ガス）および石炭を燃料とする火力発電所を有し、発電した電力の約半分は君津製鉄所の生産電力として使用され、残りの半分は東京電力の内房変電所へ供給している。